# 李命学
李 命学（イ・ミョンハク、1971年6月9日 - ）は、韓国の実業家。HYBE JAPANの最高事業成長責任者。
KEYEAST取締役、株式会社デジタルアドベンチャー（現：ストリームメディアコーポレーション）代表取締役社長などを歴任。また2018年1月からは、YX LABELSの前身であるBig Hit Entertainment Japanの代表取締役に就任し、その後、beNX Japan（現：HYBE JAPAN）の代表も務めた。

## 経歴

### 生い立ち
1971年、韓国・ソウルで生まれる。1999年、韓国・中央大学中国語学科卒業。

### キーイーストグループ
2007年7月にKEYEASTに入社し、その後同社のビーオーエフインターナショナルやデジタルアドベンチャーといった日本系列会社の要職を歴任。

### HYBE JAPAN
2018年1月、YX LABELSの前身であるBig Hit Entertainment Japanの代表に就任。&TEAMのデビュープロジェクト『&AUDITION - The Howling - 』を統括し、HYBE初の日本グループ・&TEAMをデビューさせることにも尽力した。

## 主な役職

### KEYEAST
- 2007年7月 -  キーイースト（英語版）入社
- 2008年1月 -  ビーオーエフインターナショナル 取締役事業本部長
- 2009年5月 -  デジタルアドベンチャー（現：SM ENTERTAINMENT JAPAN）取締役第2クリエイティブ本部長
- 2010年5月 -  キーイースト 取締役
- 2011年3月 -  DA Music 代表取締役
- 2011年3月 -  DA Music Publishing 代表取締役
- 2011年5月 -  デジタルアドベンチャー 専務取締役
- 2013年10月 -  デジタルアドベンチャー 代表取締役専務取締役
- 2014年2月 -  デジタルアドベンチャー 代表取締役社長（- 2017年3月）
- 2014年7月 -  KNTV株式会社取締役

### HYBE JAPAN
- 2018年1月 -  Big Hit Entertainment Japan（2021年3月にHYBE LABELS JAPANへ商号変更[注 1]） 代表取締役[6]
- 2019年5月 -  beNX Japan（現：HYBE JAPAN）取締役
- 2021年7月 -  HYBE LABELS JAPAN（現：YX LABELS[注 2]） 代表取締役
- 2023年12月 -  HYBE JAPAN Chief Artist Management Officer[1]
- 2025年2月 -  HYBE JAPAN CGO（最高事業成長責任者）[7]